# 吉野ロープウェイ

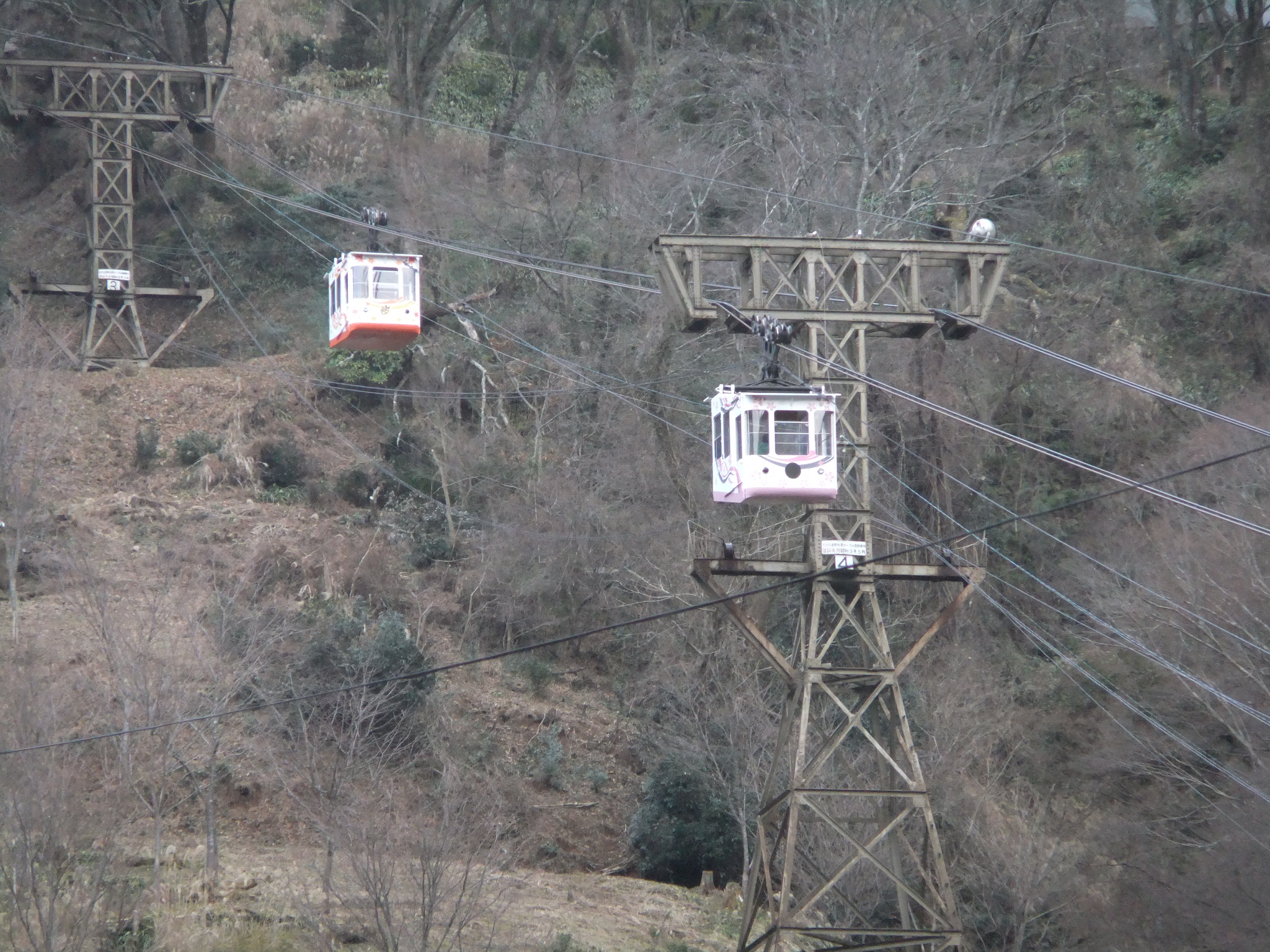
吉野ロープウェイ

吉野ロープウェイ（よしのロープウェイ）は、吉野大峯ケーブル自動車が運営する索道（ロープウェイ）である。現存する日本最古の索道路線でもある。正式名称は吉野山旅客索道で、吉野山ロープウェイともいう。

## 概要
近鉄吉野線の前身である吉野鉄道が吉野駅までを開業させた翌年、内田政男と地元の有志が1929年（昭和4年）3月12日に千本口 - 吉野山間を開通させた。
搬器や鋼索などは更新されているが、支柱は1928年（昭和3年）に建築されたものをそのまま使用している。その方式もRA型ロックドレールロープ式と、今となっては懐古的なものが更新されずに残っている。戦時中に不要不急線として金属供出の対象となり廃止撤去された旅客索道は多いが、吉野山に住む住民用であるとともに、如意輪寺にある後醍醐天皇塔尾陵参拝の足でもあったことが、休廃止の対象を免れ架設当時の施設をそのまま残す要因となった。
「当時のわが国の材料力学、金属材料技術の優秀さを示す証といえる」ことから日本機械学会により2012年度の機械遺産に認定された。
なお、吉野山の住民の足でもあるため、定期乗車券が販売される。ただし運行時間は短い。
2017年4月28日、ゴンドラが駅施設に接触する事故が発生し、工事のため運休・バス代行が続いていた。当初は、接触で破損した駅施設や滑車のフレームなどの損傷部分の修繕で終わる見込みであったが、ワイヤロープやゴンドラの走行輪の摩耗などが見つかり工事期間が延びた。復旧は、乗客が増えるサクラの開花時期に間に合わず、2018年の夏ごろになる見込みであったが、同年7月には資金難から運行再開のめどがたたないことが明らかとなった。
2019年3月23日、桜のシーズンを前に約2年ぶりに運転を再開する。同時に運賃を改定し、メンテナンス費用に充てることになった。
2019年5月7日からロープウェイは祝日を除く火・水・木曜日を運休とし代行バスでの運行となった。

## 路線データ
- 路線距離：千本口 - 吉野山間349m
- 高低差：103m
- 最大勾配：27度
- 運転速度：2m/s
- 方式：4線交走式
- 定員：28名

## 運行概要
- 運行間隔：8時20分から17時20分まで15分間隔、最終のみ17時40分（観桜期のみ増便。7時40分から19時40分まで日中15分、朝夕20分間隔）
- 所要時間：3分
- 運賃：運休前まで片道360円、往復610円（小人は片道180円、往復310円）。運休再開以降は片道500円、往復900円（小人は片道250円、往復450円）。なお、小人とは4歳以上小学生まで。
- 運転日：2019年5月7日から、日・月・金・土・祝日はロープウェイでの運転、それ以外は代行バスでの運転。

## ゴンドラ

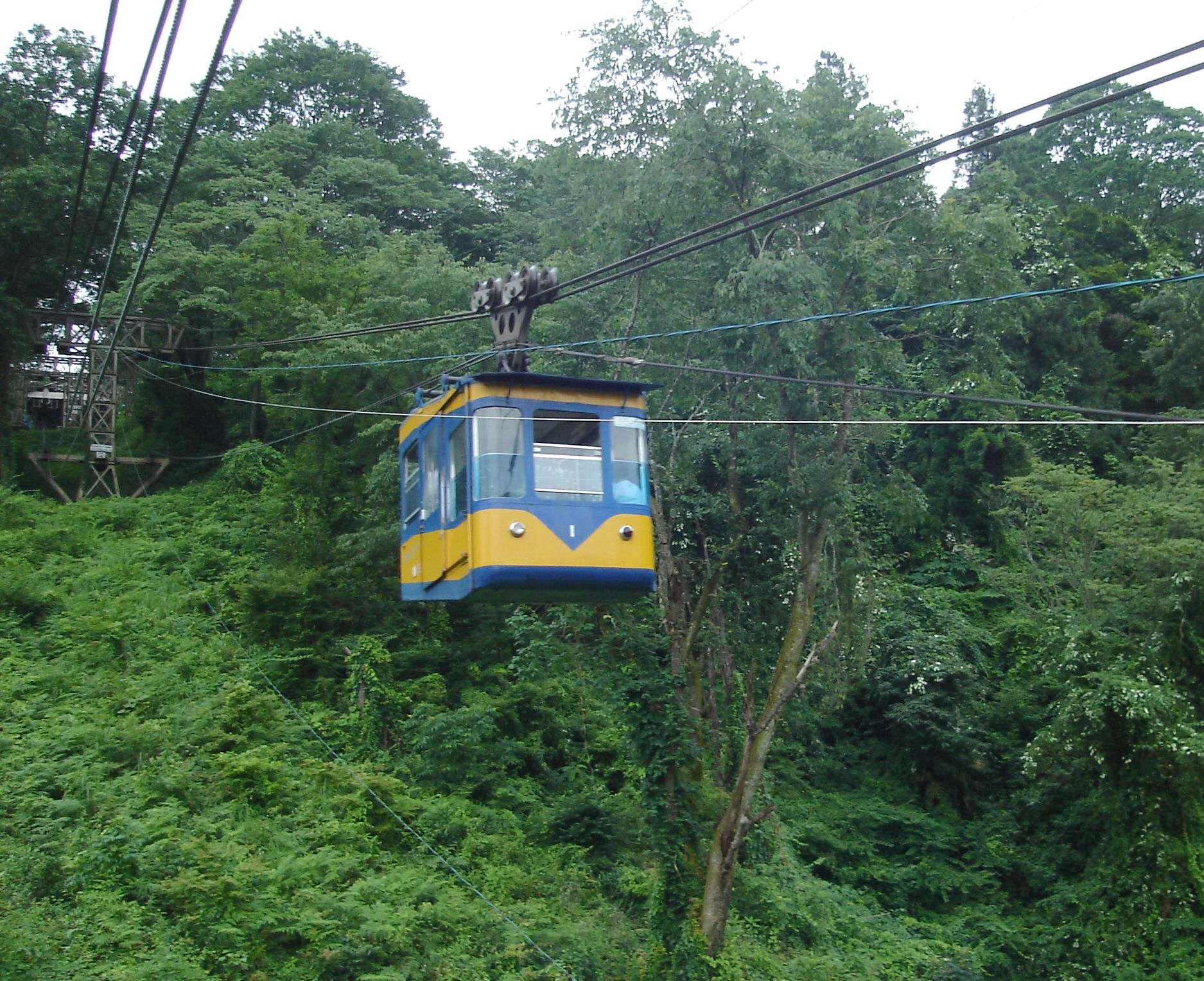
旧塗装のゴンドラ

開業当初は20名乗りの搬器（ゴンドラ）を使用していたが、1966年（昭和41年）からは28名乗りの3代目のゴンドラ「かえで」「さくら」の2台で運行している。
2台とも近畿車輛製造。2013年まで長く使用されたカラーリングは近鉄特急に似ており、大阪阿部野橋から吉野までの交通機関である近鉄吉野線を意識したものになっていた。ただし、2013年より2台とも新塗装に塗り替えられており、「さくら」は白地に桜の模様をあしらった塗装、「かえで」は同じく楓の模様をあしらった塗装となっており、イメージが一新されている。
現代のロープウェイでは珍しく客室内が階段状になっているが、これは建設時搬器懸吊装置の技術開発が未熟だった頃の名残であり、その後の機材更新にも引き継がれた点では索道発達の歴史を物語る存在でもある。

## 駅一覧
| 駅名     | 接続路線             | 位置                                   |
| -------- | -------------------- | -------------------------------------- |
| 千本口駅 | 近鉄吉野線（吉野駅） | 北緯34度22分30.8秒 東経135度51分14秒   |
| 吉野山駅 |                      | 北緯34度22分21.5秒 東経135度51分19.8秒 |

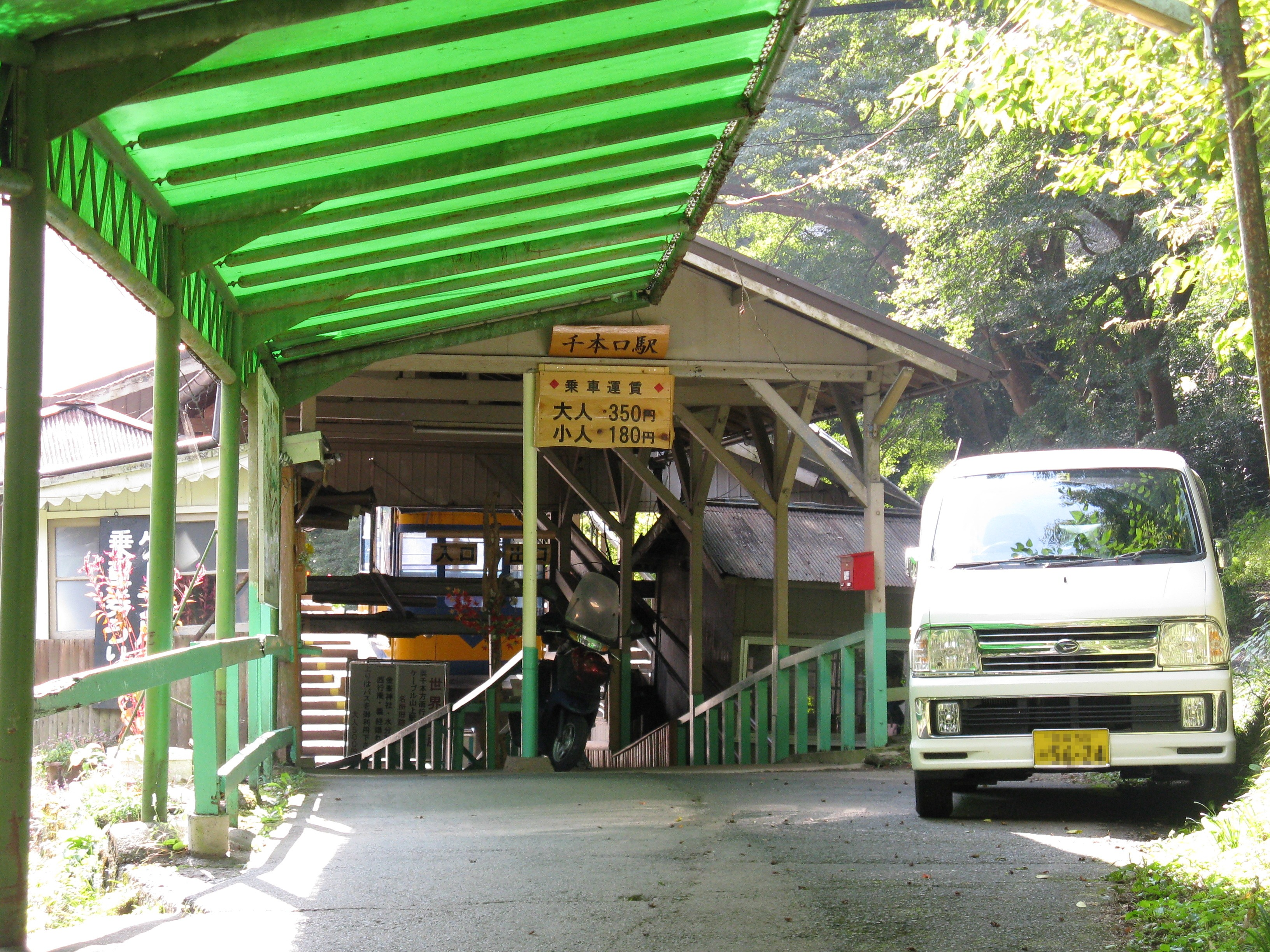
千本口駅
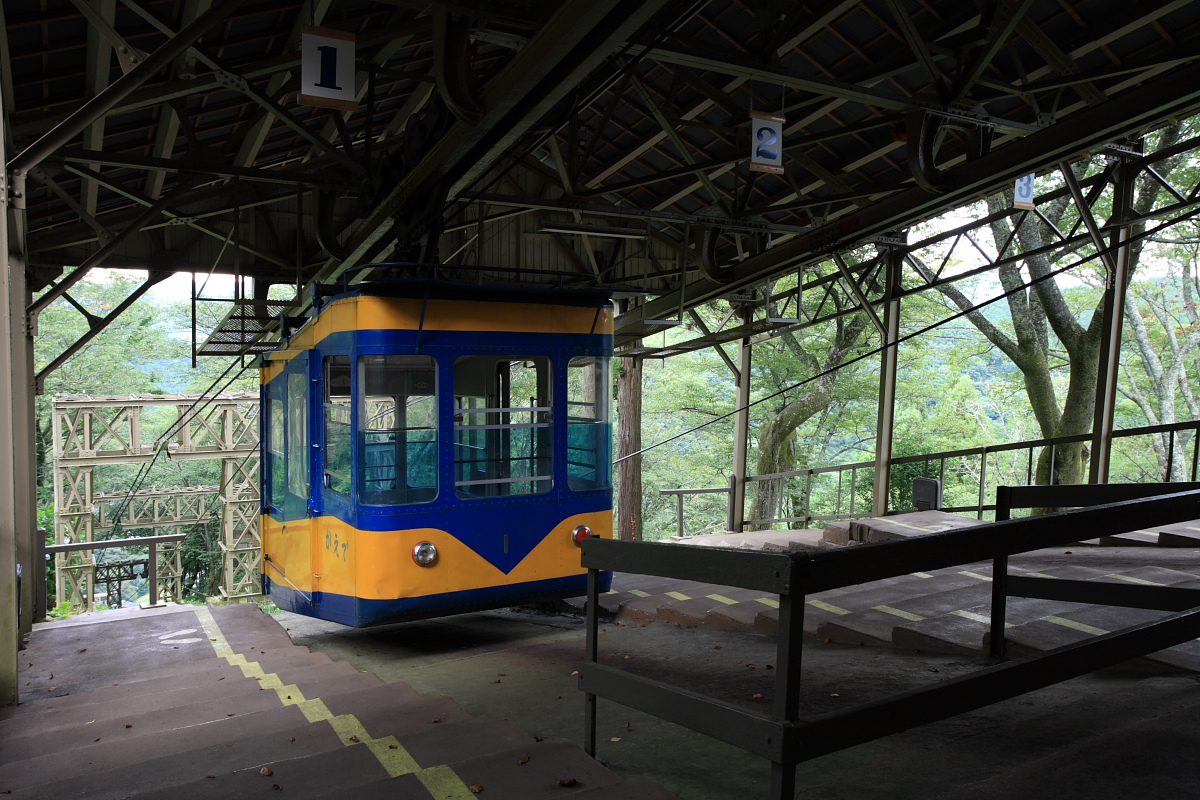
吉野山駅 索道制御はこちらの駅から行われている

## 輸送人員
| 年度 | 上り（人） | 下り（人） |
| ---- | ---------- | ---------- |
| 1929 | 66,494     | 47,336     |
| 1930 | 49,782     | 38,334     |
| 1931 | 46,954     | 33,676     |
| 1932 | 47,591     | 33,954     |
| 1933 | 61,795     | 43,054     |
| 1934 | 60,392     | 38,229     |
| 1935 | 66,703     | 42,478     |
| 1936 | 62,777     | 40,175     |
| 1937 | 61,945     | 45,171     |
| 1938 | 58,421     | 39,690     |
| 1939 | 81,782     | 55,182     |

- 「索道ノ延長旅客人員及賃金」『奈良県統計書』各年度版